# ATP citrat liasa
L'ATP citrat liasa (ACLY), (en anglès ATP citrate lyase), és una aciltransferasa, és a dir, un enzim que pertany a la superfamília acil-CoA sintasa i és responsable de catalitzar la conversió de CoA i citrat a acetilcoenzim A i oxalacetat mitjançant la hidròlisi de l'ATP. L'acetilcoenzim A produït als mitocondris no es pot exportar al citoplasma. Així, l'acetilcoenzim A es transforma en citrat mitjançant la citrat sintasa i s'exporta al citoplasma, on ACLY regenera l'acetilcoenzim A. D'aquesta manera, l'enzim ACLY vincula el metabolisme glucolític i el lipídic, convertint un metabòlit derivat de la glucòlisi (citrat) en un substrat (acetilcoenzim A) per a la biosíntesi de colesterol i àcids grassos.
{\displaystyle {\ce {CoA + citrat + ATP -> oxalacetat + acetil-CoA + ADP + Pi}}}
S'han descrit molts inhibidors d'ACLY, però la majoria d'ells presenten una baixa activitat. Recentment, s'ha descrit l'inhibidor NDI-091143 que actua a concentracions nanomolars i que ha propiciat la determinació de l'estructura completa de l'enzim ACLY humà.

## Descobriment
ACLY va ser descoberta durant l’estudi del fetge d'un colom. Tanmateix, la major part dels experiments bioquímics han estat realitzats utilitzant l’enzim contingut en el fetge de rata. De fet, l'ACLY de fetge humà i de rata són un 98% iguals, de manera que les interpretacions basades en experiments amb ACLY del fetge de rata s'apliquen generalment a l'enzim humà.

## Distribució tissular i localització subcel·lular
ACLY és un enzim citosòlic que presenta alts nivells d'expressió al teixit adipós blanc, fetge, cèl·lules beta pancreàtiques i ronyons. Tanmateix, és poc abundant al cor, intestí prim, músculs i cervell. La seva sobreexpressió s'associa a diverses condicions patològiques.
ACLY és un enzim principalment citosòlic que s'uneix al reticle endoplasmàtic de cèl·lules mamíferes, tot i que també s'ha detectat, en menor proporció, al nucli de diferents cèl·lules com per exemple les cèl·lules de glioblastoma humà, fibroblasts embrionaris de ratolí i cèl·lules de carcinoma de còlon humà. El citrat pot difondre's lliurement a través del complex de pors nuclears i, per tant, la síntesi d'acetil-CoA mediada per ACLY, pot tenir lloc en ambdós compartiments, el citosol i nucli de cèl·lules mamíferes.

## Funció
L'ATP-citrat liasa (ACLY) és un enzim citosòlic dependent de Mg2+ -ATP que catalitza la conversió de citrat (procedent del mitocondri) i coenzim A (CoA), en oxolacetat i acetil-CoA. El producte acetil-CoA és crucial per al metabolisme dels àcids grassos, la biosíntesi del colesterol, i l'acetilació i prenilació de proteïnes. La fosforilació d'ACLY es veu incrementada pel glucagó, la insulina, la vasopressina i el factor de creixement transformant β1.

### Mecanisme catalític
El mecanisme catalític d'aquest enzim es basa en tres passos diferents:
1. Mg2+ -ATP a s'uneix a l’enzim ATP citrat liasa lliure que catalitza la fosforilació d'un residu d'histidina (la His-760 és l'acceptor de fosfat en la isoforma humana) seguida de l’alliberació de MgADP.
2. El fosfoenzim recentment format catalitza la síntesi de fosfat de citril unit a l'enzim de forma no covalent, que sofreix un atac nucleofílic pel grup tiol del coenzim A, donant lloc a la formació d’un enllaç tioèster entre el citrat i el CoA i, a l’alliberació de fosfat inorgànic (Pi).
3. L'intermedi unit a l'enzim, Citril-CoA se sotmet a una condensació de Claisen, afavorida per l'atac d'un residu bàsic en el lloc actiu, que condueix a la formació d'acetil-*CoA i oxolacetat, que s'alliberen del lloc actiu de l'enzim.[12]

Així, la reacció química més encertada per a descriure la conversió de CoA i citrat a acetilcoenzim A i oxalacetat mitjançant la hidròlisi de l'ATP per part d'ACLY és:
{\displaystyle {\ce {MgATP + citrat + CoA -> oxaloacetat + acetil-CoA + MgADP + Pi}}}

## Estructura

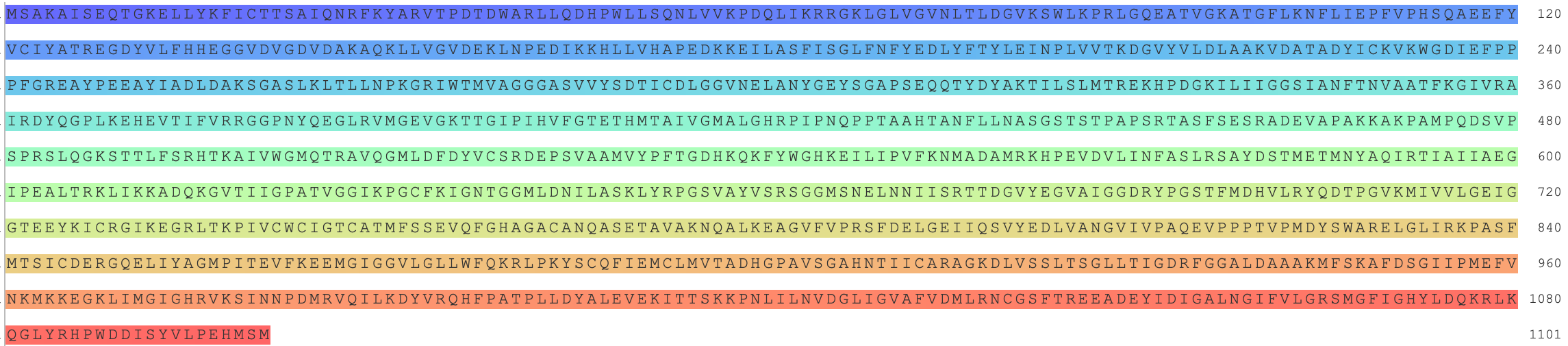
Estructura primària (seqüència d'aminoàcids) de l'ACLY

L'enzim ACLY humà és un homotetràmer constituït per quatre subunitats idèntiques de 1101 aminoàcids cadascuna (un total de 4404 aminoàcids) agrupats en 5 dominis típics de la superfamília acil-CoA sintetasa i el domini CS:
- Domini 1: lloc d'unió a CoA.
- Domini 2: conté l'His760 fosforilada necessària pel mecanisme catalític.
- Dominis 3 i 4: formen el plec d'agafament d'ATP.
- Domini 5: lloc d'unió al citrat i interacciona amb el domini 2 per formar una de les dues "hèlixs de poder".
- Domini CS: domini citril-CoA liasa C-terminal que conté una homologia de seqüència feble amb la citrat sintasa.

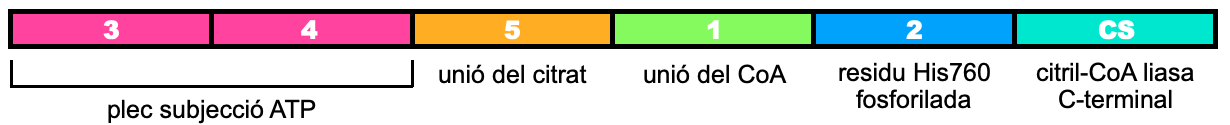
Representació esquemàtica dels sis dominis d'ACLY

Mitjançant els estudis de l'estructura cristal·lina s'ha aconseguit identificar dos terços de l'estructura tridimensional completa de l'ACLY i els punts d'unió amb el citrat i l'ATP. Tot ha estat possible gràcies a l'ús de tècniques com la difracció de rajos X, la cristal·lografia de raigs X o la microscòpia crio-electrònica.
L'estructura de l'homotetràmer ACLY humà conté un nucli central format pels dominis CS de cada protòmer. Els fragments N-terminals dels quatre protòmers es troben a la perifèria, especialment el domini d'unió a l'ATP, i la dimensió més llarga del tetràmer és d'aproximadament 150 Å. Recentment va ser possible cristal·litzar l'estructura de la porció amino-terminal de l'enzim amb ATP, ions tartrat i magnesi.
El lloc d'unió al citrat es va descobrir en els primers assajos, on es va identificar com un llaç constituït per Ser-343-Thr-348. El citrat és un compost format per tres grups carboxílics (COOH) i un grup hidroxil (OH). Es van anomenar pro-R (pont salí amb Arg-379) i pro-S (lliure per a interactuar amb CoA) als dos grups carboxílics terminals per tal de diferenciar-los. El grup carboxílic central forma enllaços d'hidrogen amb la cadena lateral, el nitrogen del grup alfa amimo de la Thr-348 i el nitrogen del grup alfa amino de la Asn-346. D'altra banda, el grup hidroxil interactua amb el nitrogen del grup alfa amino de la Gly-309 i la cadena lateral de la Thr-348.

## Inhibidors d'ACLY
El paper dels inhibidors d'ACLY és el bloqueig de la síntesi d'àcids grassos i la biosíntesi de colesterol. Encara són objecte d'estudi i avaluació, ja que es presenten com a tractaments prometedors per a dislipèmies i càncers.
Els anàlegs de citrats són molt estudiats. Quant a inhibidors sintètics, el (+)-2,2-difluorocitrat i el (-)-difluorocitrat van demostrar acció en contra de l'ACLY en estudis amb fetges de rata. També es va observar inhibició d'ACLY amb benzenosulfonamides en un baix rang micromolar. A més, cal destacar l'àcid bempedoic (ETC-1002) i l'àcid hidroxicítric.

### Àcid hidroxicítric
L'àcid hidroxicítric en forma (-)-hidroxicitrat ha demostrat una alta eficiència inhibidora però amb limitacions (transport i concentració necessària). És un inhibidor natural d'ACLY extret de la Garcinia cambogia que bloqueja l'enzim i disminueix la síntesi de nous àcids grassos i colesterol (observat en cèl·lules HepG2). Es comporta com a inhibidor competitiu d'ACLY provocant l'acumulació de citrat extra-mitocondrial.
L'HCA s'ha utilitzat per a combatre l'obesitat en dietes aprimadores. Aquesta aplicació no es deu només al seu efecte en el metabolisme lipídic, sinó també a la pèrdua d'apetit que provoca mitjançant l'estimulació de la gluconeogènesi hepàtica.
L'HCA no només té efectes físics quant a reducció de greix, sinó també pel que fa a la reducció del colesterol LDL en sang. Aquest fenomen redueix la pressió arterial i els nivells d'hiperinsulinèmia, molt convenient en pacients amb problemes d'obesitat associats a hipertensió i diabetis mellitus tipus 2.

### Àcid bempedoic
L'àcid bempedoic (ETC-1002) és un fàrmac que dona un nou enfocament terapèutic per a la reducció del colesterol LDL. L'ETC-1002 és inhibidor sintètic de l'ACLY que ha demostrat una eficàcia i seguretat positives en estudis clínics de fase I i II en humans amb reduccions de colesterol LDL similars a les obtingudes amb les dosis habituals de moltes estatines i sense efectes secundaris aparents importants.

## ACLY i les dislipèmies
Històricament aquest enzim s'ha considerat una diana farmacològica per al tractament de les hiperlipèmies i hipercolesterolèmia. Encara avui dia, ACLY és una diana vàlida en aquest sentit, ja que els inhibidors d'ACLY han reportat resultats positius en assajos clínics en humans com a fàrmacs que disminueixen els nivells de colesterol.
Les malalties cardiovasculars abasten una àmplia gamma de malalties. Les principals causes d'aquestes són les dietes poc saludables, el consum de tabac i la inactivitat física. Les persones amb un elevat risc de patir malalties cardiovasculars poden presentar valors elevats de pressió arterial, glucosa i lípids, així com sobrepès i obesitat. Entre les diferents fraccions de lipoproteïnes, el control estricte dels nivells de colesterol i la lipoproteïna de baixa densitat (LDL) en plasma té l'impacte més gran en la prevenció cardiovascular primària i secundària.
El Programa de l'OMS sobre malalties cardiovasculars té per objectiu desenvolupar estratègies globals per a reduir la incidència, la morbiditat i la mortalitat de les malalties cardiovasculars mitjançant:
1. Reducció dels factors de risc de les malalties
2. Innovacions rendibles i equitatives per a la gestió de les malalties

En aquest sentit es fa rellevant la regulació de la síntesi d'àcids grassos, especialment el bloqueig enzimàtic d'ACLY per al seu ús com a tractament en hiperlipidèmies.

## ACLY i el càncer
Les cèl·lules tumorals experimenten una anormalitat en la captació de glucosa. Així, per a obtenir ATP ràpidament usen majoritàriament la via glicolítica en comparació a la fosforilació oxidativa. En tumors agressius hi ha una alta demanda de nous lípids que es generen mitjançant lipogènesi de novo. L'ACLY connecta la glucòlisi amb el metabolisme lipídic.
L'any 2005, Thompson i col·laboradors van observar que el creixement de cèl·lules canceroses es reduïa gràcies a la inhibició d'ACLY. Altres experiments van corroborar el paper d'ACLY en aquest context: molts tumors es caracteritzen per un augment de l'expressió d'ACLY i l'enzim modula la seva invasivitat i proliferació. Es dona en casos com el carcinoma hepatocel·lular, el càncer d'endometri i l'adenocarcinoma gàstric.
En conclusió, el creixent nombre d'evidències referents a la importància de l'ACLY en la regulació epigenètica, el metabolisme energètic i el càncer, mostren una via de tractament polifacètica.